# Драгон, Майкл
Майкл Дра́гон (англ. Michel Dragon; 1739, Афины, Османская империя — 10 марта 1821, Новый Орлеан, Луизиана, США) — американский торговец, военнослужащий и государственный служащий греческого происхождения. Первый грек, проживавший в городе Новый Орлеан, один из первых греков в Новом Свете. Будучи служащим кабинета правительства Конфедерации, являлся первым суперинтендентом (начальником) государственного образования Луизианы. Приходился дедом Александру Димитри (1805—1883), дипломату, лингвисту и исследователю, послу США в Коста-Рике и Никарагуа.

## Биография
Родился в семье Антонио Драгона и Элени Клино.
В 1764 году иммигрировал в Северную Америку, поселившись в Новом Орлеане.
В списке переписи населения Испанской Луизианы 1770—1789 годов упомянут как «охотник и путешественник» (hunter and voyager).
В Новый Орлеан прибыл, будучи простым моряком. К 1766 году стал самым известным торговцем в Новом Орлеане. Согласно исследованиям Архивного комитета Свято-Троицкой греческой православной церкви Нового Орлеана, до 1850 года в городе проживало всего четыре грека, при этом остаётся неизвестным, кто из этой небольшой группы взаимодействовал с более поздними иммигрантами из Греции.
Во время кампании по завоеванию Западной Флориды в ходе Американской революционной войны оказывал содействие испанцам.
1 января 1771 года стал солдатом регулярной милиционной армии Луизианы (англ. Louisiana Regular Militia). В течение года получил звание капрала первого класса. 1 октября 1787 года в качестве второго сержанта артиллерийского подразделения Луизианы служил в Мобиле (Алабама) под командованием испанского генерала Гальвеса. 1 июля 1789 года получил ранг первого сержанта, 12 февраля 1792 года — второго лейтенанта, а 29 марта 1796 года ему было присвоено офицерское звание лейтенанта. По словам одного из потомков Драгона, он «стал первым солдатом не французского или английского происхождения, посвящённым в [организацию] „Сыны Американской революции“».
В 1803 году, будучи всё ещё офицером, принимал участие в торжественной церемонии передачи Луизины от Франции к Соединённым Штатам. Тогда же получил американское гражданство.
Умер 10 марта 1821 года. Как и у многих известных семей Нового Орлеана той эпохи, у семьи Драгон имеется собственный склеп на кладбище Сент-Луис № 1 в Новом Орлеане.

## Личная жизнь
В браке с Марией Франсуазой де Монплезир (ур. Шовен) (1755—1822) имел дочь Марианну Селесту (1777—1856).
В октябре 1799 года Марианна Селеста вышла замуж в Новом Орлеане за греческого иммигранта Димаса Тирисакоса (1755—1852). Это был первый зарегистрированный брак между греками в Северной Америке. Димас Тирисакос вскоре после прибытия в Новый Орлеан сменил имя на Андреа Димитри. Вскоре стал торговцем, впоследствии ветераном Англо-американской войны 1812—1815 годов, принимал участие в битве за Новый Орлеан.